# Sadamisaki-Halbinsel
Die Sadamisaki-Halbinsel (japanisch 佐田岬半島, Sadamisaki-hantō), auch Misaki-Halbinsel (三崎半島, Misaki-hantō), ist eine Halbinsel der japanischen Hauptinsel Shikoku. Sie ist benannt nach dem Kap Sada-misaki (佐田岬; 33° 20′ 33″ N, 132° 0′ 54″ O), das den westlichsten Punkt der Insel darstellt. Administrativ ist sie weitgehend identisch mit der Gemeinde Ikata (8253 Einwohner, Stand: 1. März 2021) der Präfektur Ehime.

## Übersicht
Die Halbinsel hat eine Länge von 40 km, ihre breiteste Stelle beträgt jedoch nur 6,4 km und die schmalste Stelle misst 0,8 km. Die Gesamtfläche beträgt damit 95 km². Die Halbinsel trennt die Meeresregion Iyo-nada der Seto-Inlandsee von der Uwa-See (宇和海, Uwa-kai) des Bungo-Kanals, der Shikoku von Kyūshū trennt, jedoch je nach Definition auch der Seto-Inlandsee zugerechnet wird. Zwischen der Sadamisaki-Halbinsel und der gegenüberliegenden Saganoseki-Halbinsel von Kyūshū befindet sich die Hōyo-Meerenge. Die höchste Erhebung der Halbinsel ist der Berg Garan-san (伽藍山; 33° 24′ N, 132° 7′ O) mit 414,2 m.
Der Ort Mitsukue ist bekannt als Trainingsort für die japanischen U-Boote, die am 7. Dezember 1941 Pearl Harbor angriffen.